# Dendroleon wuzhishanus
Dendroleon wuzhishanus là một loài côn trùng trong họ Myrmeleontidae thuộc bộ Neuroptera. Loài này được C.-k. Yang in C.-k. Yang & X.-l. Wang miêu tả năm 2002.